# غرافلونا لوميلينا (بافيا)
غرافلونا لوميلينا (بالإيطالية: Gravellona Lomellina)‏ هي بلدة تقع في مقاطعة بافيا بإقليم لومبارديا في شمال إيطاليا. تبلغ مساحة هذه المدينة 20.4 (كم²)، وترتفع عن سطح البحر م، بلغ عدد سكانها 2651 نسمة في عام 2010 حسب إحصاء المعهد الوطني للإحصاء.

## وصلات خارجية
- http://www.comune.gravellonalomellina.pv.it/